# Frieder Gröger
Martin Frieder Gröger (* 15. Juni 1934 in Naumburg (Saale); † 4. Dezember 2018 in Mühlhausen/Thüringen) war ein deutscher Mykologe aus Berlin. Sein offizielles Autorenkürzel lautet „Gröger“.

## Leben
Frieder Gröger kam als erstgeborenes Kind neben seinen beiden Geschwistern Erika (* 1935) und Helmut (* 1941) auf die Welt. Seine Eltern Paul und Margarethe Gröger (geb. Scharfe) betrieben gemeinsam einen Kurzwarenhandel, nachdem seine Mutter ihren Beruf als Kindergärtnerin aufgab.
Seine Kindheit wurde von den Ereignissen des Zweiten Weltkriegs geprägt, und da sein Vater bis 1947 in französischer Kriegsgefangenschaft blieb, widmete er sich schnell selbständig der Naturkunde und insbesondere der Mykologie. 
Während seines Studiums von 1953 bis 1957 an der Martin-Luther-Universität Halle-Wittenberg in den Fächern Biologie und Pädagogik verstärkte sich seine Vorliebe für Pilze und die Lehre derer stetig zu verbessern. Während seiner darauffolgenden Tätigkeit als Lehrer bereitete ihm seine Einstellung zum ideologisch geprägten Schulsystem der DDR Probleme. Die dadurch bedingten und durch den Staat erzwungenen "Strafversetzungen" in niedrigere Bildungseinrichtungen führten dazu, dass er nach 15 Jahren Tätigkeit seinen Beruf vorzeitig aufgab.  
Anschließend verdiente er seinen Lebensunterhalt bis 1990 zum Teil als Bezirkspilzsachverständiger, wobei er am Hygieneinstitut des Bezirks Erfurt arbeitete. Daneben war er freischaffend tätig, wobei er bereits mehrere Werke publizierte. Er beschäftigte sich zudem mit Pilzesammeln, dem Veräußern des Sammelguts, Blumenanzucht und dem Verkauf von Blumen und Zwiebeln. Nach dem Zerfall der DDR war er kurzzeitig am Museum der Natur Gotha beschäftigt, bevor er 1992 in den Vorruhestand ging.
Gröger gestaltete maßgeblich das „Mykologische Mitteilungsblatt Halle“, das an die Pilzsachverständigen der DDR verteilt wurde. Darüber hinaus beteiligte er sich aktiv an der pilzkundlichen Fachzeitschrift „Boletus“, unter dem Titel die beiden Blätter in den 90er Jahren fusionierten. 
Bis zu seinem 65. Lebensjahr las er Korrektur, bearbeitete Manuskripte und leistete Schreibarbeiten. Zu diesem Zeitpunkt endete auch seine Mitarbeit im Bundesfachausschuss Mykologie des NABU. Fortan konzentrierte er sich auf die Erarbeitung von Bestimmungstabellen. Zunächst als „Beiheft zur Zeitschrift für Mykologie“ geplant, erschien 2006 der erste Teil seiner „Bestimmungsschlüssel für Blätterpilze und Röhrlinge in Europa“ als Band 13 der Regensburger Mykologischen Schriften. 2014 folgte der zweite Teil als Band 17 in der gleichen Schriftreihe. 
Er war aktives Mitglied der Pilzkundlichen Arbeitsgemeinschaft Berlin-Brandenburg e.V. (PABB), bevor er 2009 die Ehrenmitgliedschaft erhielt. Die Thüringer Arbeitsgemeinschaft Mykologie e. V. (ThAM) erkannte ihm die Ehrenmitgliedschaft 2009 ebenfalls zu.
Nach der Erkrankung an einer Lungenentzündung verstarb er in Mühlhausen/Thüringen und wurde auf eigenen Wunsch auf einem Friedhof in Thüringen beigesetzt.

## Schriften (Auswahl)

### Bücher
- Gartenfibel. Ein Beschäftigungsbuch für Kinder von 7 Jahren an. Verlag für Lehrmittel Pössneck, 1976 (Illustrationen Siegfried Linke)

- mit Franz Engel: Pilzwanderungen. Eine Pilzkunde für jedermann. 23. Aufl. A. Ziemsen, Wittenberg Lutherstadt 1989. 215 Seiten. ISBN 978-3-7403-0038-8.
- Pilze und Wildfrüchte selbst gesammelt und zubereitet. 3. Aufl. Verlag für die Frau, Leipzig 1985. 144 Seiten.
- mit Alfred Birkfeld und Kurt Herschel: Pilze – Essbar oder giftig? 23., neubearb. Aufl. A. Ziemsen, Wittenberg Lutherstadt 1990. 72 Seiten. ISBN 978-3-7403-0245-0.
- Bestimmungsschlüssel für Blätterpilze und Röhrlinge in Europa. Teil I: Hauptschlüssel; Gattungsschlüssel; Artenschlüssel für Röhrlinge und Verwandte, Wachsblättler, hellblättrige Seitlinge, Hellblättler und Rötlinge. In: Regensburger Mykologische Schriften 13. Regensburgische Botanische Gesellschaft 2006. ISSN 0944-2820.
- Bestimmungsschlüssel für Blätterpilze und Röhrlinge in Europa. Teil II: Hauptschlüssel für die im Teil 2enthaltenen Gattungen; Gattungsschlüssel; Artenschlüssel für die Gattungen der Freiblättler, der Dunkelblättler und der täublingsartigen Pilze. In: Regensburger Mykologische Schriften 17. Regensburgische Botanische Gesellschaft 2014. ISSN 0944-2820.

### Einzelpublikationen
- Zur Kenntnis von Lactarius semisanguifluus Heim et Leclair. In: Westfälische Pilzbriefe 7. S. 3–11. Pilzkundliche Arbeitsgemeinschaft in Westfalen 1968.
(betreffendes Taxon in dieser Publikation: Lactarius deterrimus)
- Amanita submembranacea, ein leicht abgrenzbarer Scheidenstreifling. In: Boletus 3(2). 1979. S. 26–29.
(betreffendes Taxon in dieser Publikation: Amanita submembranacea)
- Phaeomarasmius pityroides (Brig. ss. Lge.) comb. nov., ein bemerkenswerter Schilfbewohner. In: Westfälische Pilzbriefe 10–11. Pilzkundliche Arbeitsgemeinschaft in Westfalen 1980. S. 180–183.
(betreffendes Taxon in dieser Publikation: Phaeomarasmius pityrodes)
- Was ist Hygrophorus leucophaeus Scop. ex Fr.? In: Zeitschrift für Mykologie 46(2). Deutsche Gesellschaft für Mykologie 1980. S. 157–164.
(betreffende Taxa in dieser Publikation: Hygrophorus carpini, Hygrophorus unicolor)
- Hebeloma-Arten mit sacchariolens-Geruch. In: Zeitschrift für Mykologie 47. Deutsche Gesellschaft für Mykologie 1982. S. 195–210.
(betreffende Taxa in dieser Publikation: Hebeloma fusisporum, Hebeloma gigaspermum, Hebeloma latifolium, Hebeloma tomentosum)
- Bestimmungsschlüssel für Blätterpilze. Teil 2. In: Mykologisches Mitteilungsblatt Halle 26. 1983. S. 29–58.
(betreffendes Taxon in dieser Publikation: Hygrocybe calcarum)
- Hebeloma herrmanniae Gröger spec. nov., Runzeliger Fälbling. In: Mykologisches Mitteilungsblatt Halle 28(1). 1985. S. 5–8.
(betreffendes Taxon in dieser Publikation: Hebeloma herrmanniae)
- Eine neue Psathyrella-Art aus der Sektion Cystopsathyra. In: Zeitschrift für Mykologie 52(1). Deutsche Gesellschaft für Mykologie 1986. S. 133–138.
(betreffendes Taxon in dieser Publikation: Psathyrella globosivelata)
- Wurzelnde Hebeloma-Arten. In: Zeitschrift für Mykologie 53. Deutsche Gesellschaft für Mykologie 1987. S. 49–58.
(betreffendes Taxon in dieser Publikation: Hebeloma danicum)